# Jarosław Łytwynowycz
Jarosław Łytwynowycz (ur. 1873, zm. 1920) – ukraiński działacz spółdzielczy w Galicji, ekonomista, publicysta.
Dyrektor Krajowego Związku Hodowli i Zbytu Zwierząt Hodowlanych, w latach 1918–1919 minister rządu Zachodnioukraińskiej Republiki Ludowej (sekretarz handlu i przemysłu).